# Force of Nature
Ne doit pas être confondu avec Un vent de folie.
Pour plus de détails, voir Fiche technique et Distribution.
Force of Nature est un film américain réalisé par Michael Polish, sorti en 2020.

## Synopsis
Cardillo, un policier au passé trouble, est chargé de protéger les résidents d'un immeuble pris au piège après un ouragan. Parmi eux, Ray, un détective à la retraite, refuse d'être évacué. Parallèlement à la catastrophe météorologique, un groupe de braqueurs tente de réaliser un casse au sein de ce même bâtiment.

## Fiche technique
- Titre original : Force of Nature
- Réalisation : Michael Polish
- Scénario : Cory Miller
- Photographie : Jayson Crothers
- Montage : Paul Buhl
- Musique : Kubilay Uner
- Producteurs : Randall Emmett, George Furla, Shaun Sanghani, Mark Stewart et Luillo Ruiz
- Sociétés de production : EFO, The Pimienta Film Co. et SSS Entertainment
- Société de distribution : Lionsgate (États-Unis)
- Pays d'origine :  États-Unis
- Langue originale : anglais
- Format : couleur - 2.35:1
- Genre : action
- Budget : 23 000 000 $[réf. nécessaire]
- Durée : 99 minutes
- Dates de sortie :
  -  États-Unis : 30 juin 2020 (en VOD et vidéo)
  -  France : 26 février 2021 (en VOD sur Prime Video)

## Distribution
- Mel Gibson (VF : Jacques Frantz) : Ray
- Kate Bosworth (VF : Chloé Berthier) : Troy
- Emile Hirsch : Cardillo
- David Zayas (VF : Mathieu Lagarrigue) : John le baptiste
- Stephanie Cayo (VF : Laëtitia Coryn) : Jess
- Tyler Jon Olson : Dillon
- Jasper Polish (VF : Christine Braconnier) : Jasmine
- William Catlett : Griffin
- Swen Temmel : Hodges
- Blas Sien Diaz (VF : Adrien Lemaire) : Migs
- Rey Hernandez (VF : Diego Asensio) : le lieutenant Cunningham
- Johanna Rosaly (VF : Frédérique Cantrel) : Madame Consuelo

Version française
Studio de doublage : Hiventy
Direction artistique : Béatrice Delfe
Adaptation :